# Alvito Nunes
Alvito Nunes, död 1015, var regerande greve av Portugal mellan 1008 och 1015. 
Han efterträdde Menendo González, men det är oklart hur han var släkt med sin företrädare. Han dödades av vikingar under ett vikingatåg mot Portugal. 